# Deluxe (gruppo musicale)
I Deluxe sono un gruppo musicale francese formatosi nel 2007 ad Aix-en-Provence.

## Storia del gruppo
La band fu scoperta nel 2007 da parte del gruppo Chinese Man ad Aix-en-Provence, dove si esibiva lungo le strade. Deluxe nacque da tre amici d'infanzia appassionati di musica ma venne allargato a cinque elementi dopo l'entrata di Suobri e Pepe nel 2007. Nel 2010 la band incontrò una cantante/rapper di nome Liliboy, la quale diventò presto il sesto componente del gruppo. La band, ora al completo, diventò sempre più conosciuta grazie ad una serie di eventi live in Francia e negli Stati vicini. I Deluxe si definiscono influenzati da una serie di gruppi come "Beat Assailant, The Roots, General Elektriks, Cannonball Adderley, Matthieu Chedid, Gainsbourg e molti altri..." I loro concerti live sono caratterizzati dalla presenza di molteplici strumenti diversi: "Fender Rhodes, chitarre, bassi, corni: puoi aspettarti una esperienza molto completa quando partecipi ad un nostro evento."
Il loro simbolo caratteristico è un paio di baffi: infatti, tutti gli uomini hanno dei baffi e Liliboy indossa una gonna anch'essa a forma di baffi.

## Membri
- Liliboy - Voce (2010–attuale)
- Kaya - Basso, MPC (2007–attuale)
- Kilo - Batteria, piatto (2007–attuale)
- Pietre - Chitarra, tastiere (2007–attuale)
- Soubri - Percussioni, MPC MIDI (2007–attuale)
- Pepe - Sassofono, tromba, tastiere(2007–attuale)

## Discografia

### Extended play (EP)
- Polishing Peanuts (Chinese Man Records, 2011)
- Daniel (Chinese Man Records, 2012)

### Long playing (LP)
- The Deluxe Family Show (Chinese Man Records, 2013)
- Stachelight (Chinese Man Records, 2016)